# La Rochefoucauld-en-Angoumois
La Rochefoucauld-en-Angoumois – gmina we Francji, w regionie Nowa Akwitania, w departamencie Charente. W 2013 roku liczba ludności wynosiła 4114 mieszkańców. 
Gmina została utworzona 1 stycznia 2019 roku z połączenia dwóch ówczesnych gmin: La Rochefoucauld oraz Saint-Projet-Saint-Constant. Siedzibą gminy została miejscowość La Rochefoucauld. 